# Sverre Hassel
Sverre Helge Hassel (30 de julio de 1876 – 6 de junio de 1928) fue un explorador polar noruego y una de las cinco primeras personas en alcanzar el polo sur.

## Biografía
Sverre Hassel nació en la ciudad noruega de Christiania (actualmente Oslo). A temprana edad, empezó a trabajar en el mar. Entre 1898 y 1902, participó en el intento de Otto Sverdrup de circunnavegar Groenlandia a bordo del Fram.

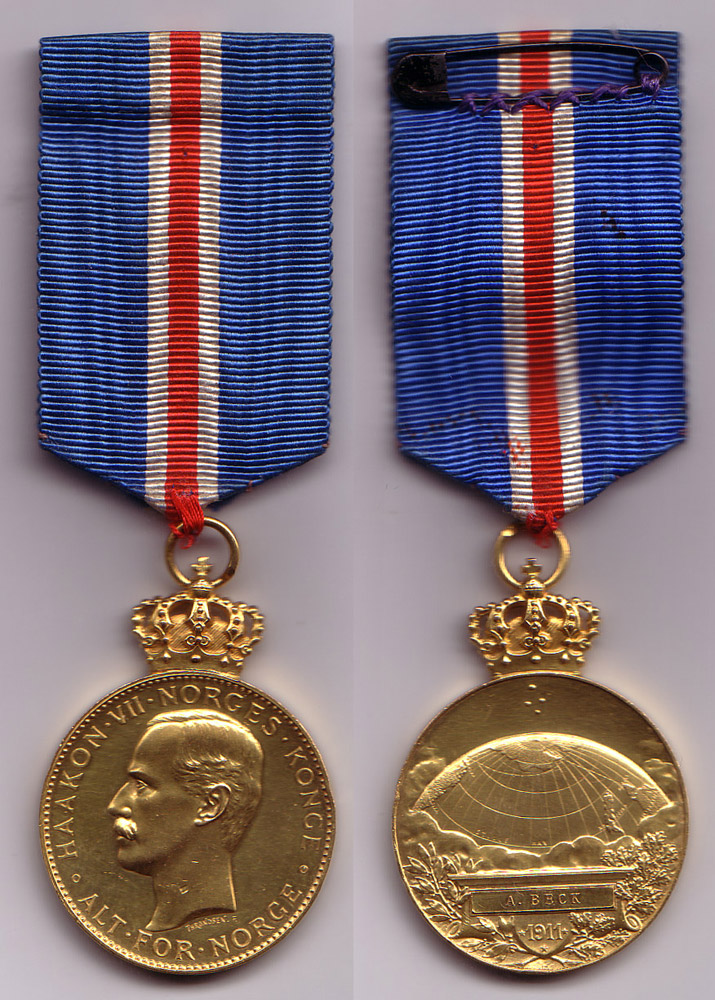
Medalla del Polo Sur.

Al igual que Helmer Hanssen, Hassel fue escogido como experto conductor de perros para formar parte de la expedición de Roald Amundsen al polo sur (1910-1912). El 14 de diciembre de 1911, Hassel, Amundsen, Helmer Hanssen, Olav Bjaaland y Oscar Wisting fueron los primeros en alcanzar el polo sur. Por su participación en la expedición, le fue otorgada la Medalla del Polo Sur (Sydpolsmedaljen), la condecoración noruega instituida por el rey Haakon VII en 1912 para reconocer a los integrantes de la expedición de Amundsen al polo sur.
Hassel fue guardia del Cuerpo Militar Marítimo en 1904 antes de ser contratado como asistente por las autoridades aduaneras de Kristiansand. En 1922, Hassel fue inspector de aduanas y gerente de oficina en Grimstad. Sverre Hassel murió en 1928 durante una visita a la casa de Amundsen en Svartskog.

## Legado
- Monte Hassel: la cumbre situada en el extremo nororiental del macizo a lo alto del Glaciar Amundsen, en las montañas Reina Maud de la Antártida.
- Sonda Hassel: estrecho situado entre la isla Amund Ringnes y la isla Ellef Ringnes en el norte de Canadá.
- Cabo Sverre: punto más septentrional de la isla Amund Ringnes, que circunnavegó en 1900.[6]